# N.P. Möller, fastighetsskötare

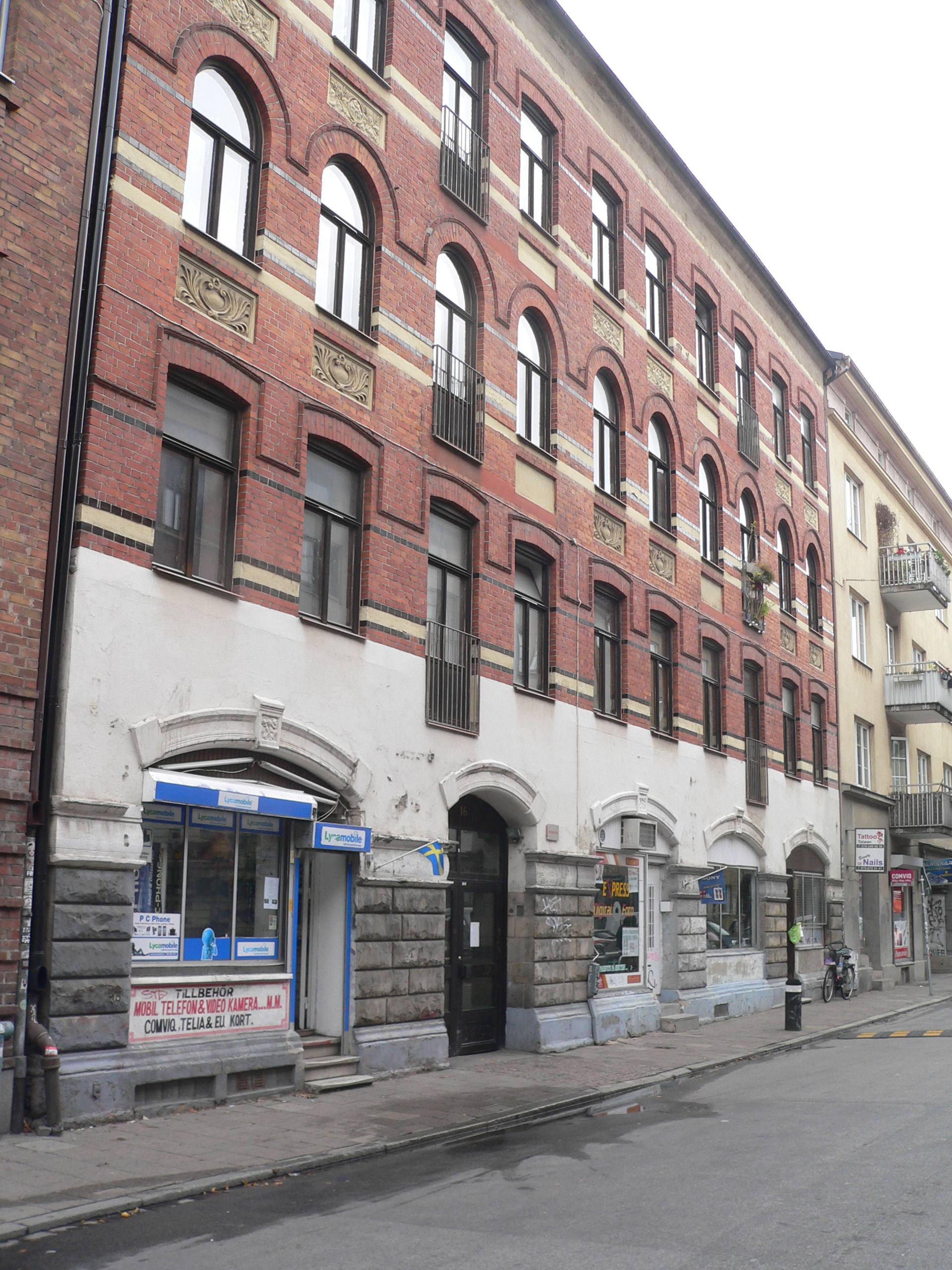
Simrishamnsgatan ("Solgatan") 16.

N.P. Möller, fastighetsskötare var en svensk tv-serie med totalt 31 avsnitt från SVT. Den sändes åren 1972-1980. 

## Handling
Huvudpersonen Nils Petter "N.P." Möller spelades av Nils Ahlroth. Handlingen utspelade sig kring ett hyreshus och på dess bakgård på Simrishamnsgatan 16, i serien kallad "Solgatan" (som i verkligheten ligger på Kirseberg), nära Möllevångstorget i Malmö. Några avsnitt utspelades på Kanarieöarna.
Andra huvudpersoner i tv-serien var kvarterets skvallertant, fru Skog ("Skogan"), spelad av Ulla Sonesson, som arbetade i livsmedelsbutiken, samt Möllers hund Calle. Andra skådespelare som gästspelade ibland var Carl Billquist, Arne Källerud, John Harryson och Jan Malmsjö. Den sistnämnde spelade före detta fotbollsspelaren Börje "Danskdödaren" Hallberg, som framställs som en blek skugga av sin forna glans.
Manuset skrevs av Åke Wihlney, Frank Andersson och Jacques Werup. Werup lämnade samarbetet först, sedan Andersson, och sista omgången skrevs av Wihlney på egen hand. 
Signaturmelodin skrevs av Rolf Sersam och serien regisserades av Håkan Ersgård. Producent för serien var Aina Behring.
N.P. Möller, fastighetsskötare sändes i sex omgångar åren 1972-1980. Fem avsnitt gavs ut på DVD den 16 januari 2008. Säsong två (åtta avsnitt) gavs ut på DVD den 25 november 2008. Samtliga 31 avsnitt finns tillgängliga på Öppet arkiv.